# Engenho dos Erasmos
O Engenho São Jorge dos Erasmos, ou simplesmente Engenho dos Erasmos, foi o  terceiro engenho de açúcar a ser construído na América Portuguesa, no centro da Ilha de São Vicente, hoje no município paulista de Santos. Foi provavelmente construído em 1534 por ordem de Martim Afonso de Souza, donatário da então Capitania de São Vicente, juntamente com os primeiros assentamentos portugueses da área. O Engenho constitui um dos mais notáveis monumentos do passado econômico do Brasil, sendo o único no estado de São Paulo. O monumento foi tombado pelo Patrimônio Histórico em todas as instâncias (IPHAN, CONDEPHAAT e Conselho de Defesa do Patrimônio Cultural de Santos (CONDEPASA)).

## História
Segundo historiadores, sua fundação, veio juntamente com a formação do povoamento local por volta de 1534. O donatário da Capitania de São Vicente, Martim Afonso de Souza, fundou o então chamado Engenho do Senhor Governador, ou Armadores do Trato, com o seu irmão Pedro Lopes e outros, como Johan Van Hielst, representante em Lisboa da casa comercial da família Schetz, da Antuérpia.
Em 1540, depois da ida de Martim Afonso de Sousa para a Índia, passou a ser denominado Engenho São Jorge dos Erasmos tanto devido ao seus compradores, chamado Erasmos Schetz de Antuérpia e seus filhos, quanto pela Capela São Jorge que existia no local, que deu nome ao bairro São Jorge (Santos) que abrange local nos arredores da divisa tanto na cidade de São Vicente quanto de Santos. O santo era um dos santos padroeiros de Portugal naquela época.
Em 1554, parte do engenho era propriedade de Pedro Vicente e sua esposa Maria de Faria, ambos portugueses e lavradores de extensos canaviais.

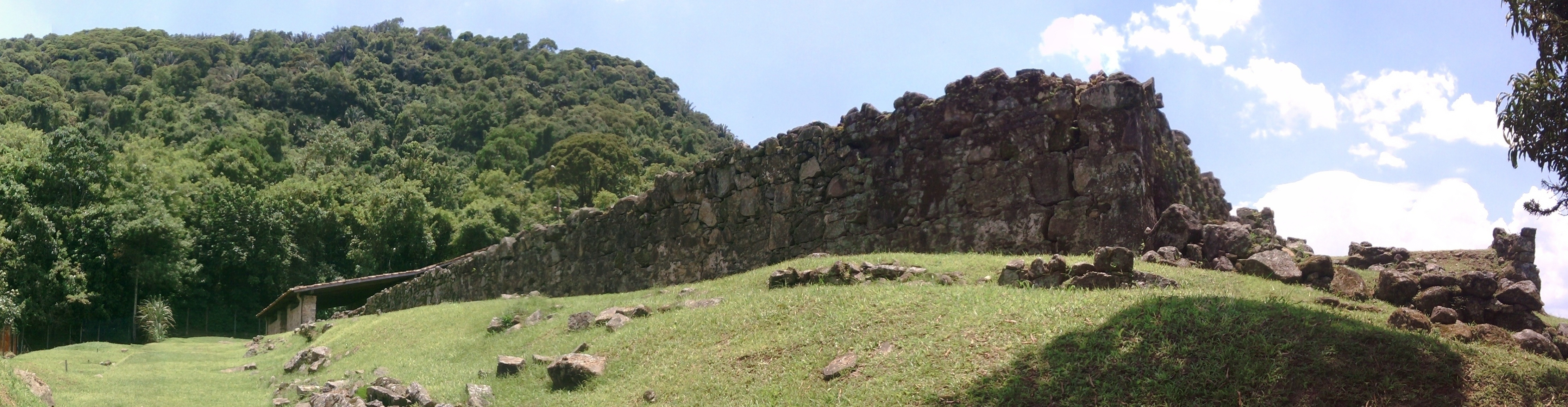
Foto panorâmica do Engenho dos Erasmos, visto a partir da parte baixa (2011).

Com boa estrutura na época, foi um dos três primeiros engenhos a ser construído no Brasil, contava com com engenho d'água, capela, casa da moenda ou de engenho, casa das fornalhas, casa das caldeiras ou dos cobres e casa de purgar. Contava ainda com um pasto ao lado do engenho, que se estendia com carros de bois que corriam o caminho até os canaviais. O engenho foi responsável por prosperar a Capitania de São Vicente e o produto cana-de-açúcar, espalhando-se então para outras capitanias do Brasil, alavancando o país devido a fixação dos moradores nas terras.
Segundo os pesquisadores da USP, foram encontradas formas de pão de açúcar sob camada de cinzas, provavelmente advindas do incêndio de 1615 provocado pelo pirata holandês Joris van Spielbergen devido à negação em dar-lhe o provimento de que necessitava.
Em 1958, o terreno, localizado na Rua Alan Cíber Pinto nº 96, em Santos, foi doado à USP por Octávio Ribeiro de Araújo, da firma que urbanizou a Vila São Jorge, a fim de conservação por mérito. Suas instalações foram restauradas e reabertas em 2005.
Durante escavações no local foram encontrados dezenove esqueletos humanos. testes de DNA e pesquisas genéticas comprovaram que dezessete eram de Índios e os outros dois eram de Africanos. Os Africanos eram provavelmente os fundidores que auxiliavam ou ensinavam aos índios que eram a mão de obra no local.
O engenho foi descrito no seriado A Muralha. Era a residência do personagem "Guilherme Schetz", interpretado pelo ator santista Alexandre Borges.